# Сан Микеле ди Серино
Сан Микѐле ди Серѝно (на италиански: San Michele di Serino) е малко градче и община в Южна Италия, провинция Авелино, регион Кампания. Разположено е на 364 m надморска височина. Населението на общината е 2602 души (към 2010 г.).